# 유니버설 시티워크 오사카

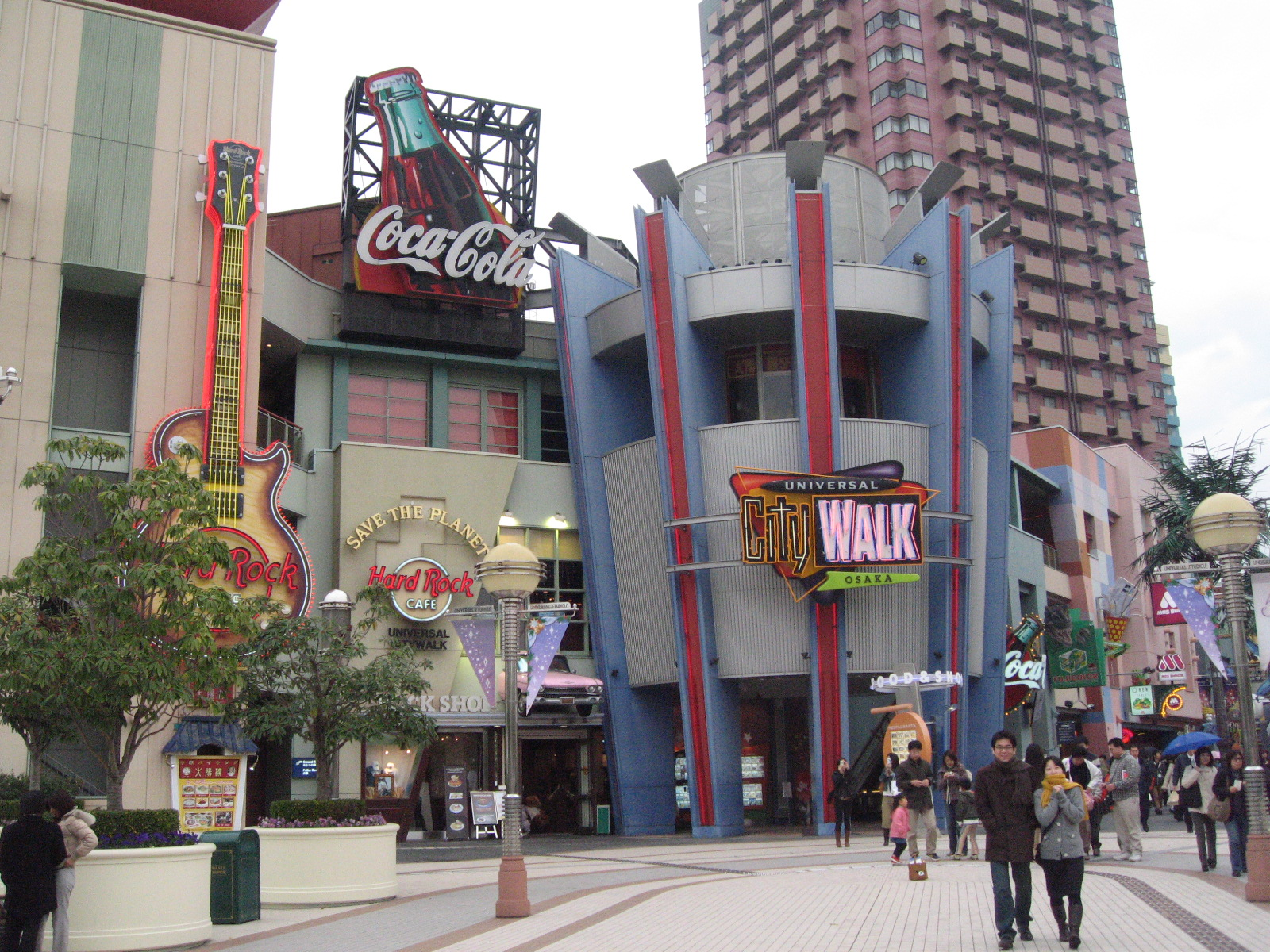
유니버설 시티워크 오사카

유니버설 시티워크 오사카(영어: UNIVERSAL CITYWALK OSAKA, 일본어: ユニバーサル・シティウォーク大阪)는 일본 오사카부 오사카시에 위치한 유니버설 스튜디오 재팬에 있는 복합 상업시설이다. 점포 수는 약 60개로, 음식점, 기념품 가게, 호텔 등이 입점하고 있다.

## 주요 시설
음식점
- 하드 록 카페
- 버바 검프 슈림프 컴퍼니
- 간코
- FUGETSU USA
- 가마쿠라 파스타
- 고베 모토마치 도리아
- 풍신뇌신 RA-MEN

패스트푸드점
- 오사카 타코야키 뮤지엄
- 모스버거
- 파스타 플로라

상점
- JUMP SHOP
- FOSSIL
- INDEX HusHusH
- 로손
- 마쓰모토기요시
- Little OSAKA

호텔
- 호텔 긴테쓰 유니버설 시티
- 호텔 게이한 유니버설 시티
- 호텔 게이한 유니버설 타워
- 더 파크 프론트 호텔 앳 유니버설 스튜디오 재팬